# 李模楷
李模楷（英語：Mark William Lippert，直譯馬克·威廉·李柏特，1973年2月28日—），美國前外交官，第23任美國駐韓大使。在進入美國國務院服務前，他曾任職於美國國防部，先後擔任美國國防部長查克·哈格尔的部長室幕僚長，與亞太事務助理部長。
李模楷出生於俄亥俄州辛辛那提的郊區 ，他畢業於史丹佛大學，主修政治學，並取得了國際關係研究的碩士學位。他曾在北京大学留學一年，並學習了普通話，其漢名「模楷」便是他於留華期間給自己取的。
李模楷接替金星容成為駐韓大使後的2015年3月，他在首爾被政治活動家金基宗持刀攻擊，臉部和手部受傷。
第45任總統唐納德·特朗普上任後，李模楷於2017年1月20日離任，同年出任波音公司國際事務副總裁。
2022年2月16日，韓國三星電子發表新聞稿，宣佈李模楷於3月出任三星電子北美法人的副社长，负责该地区对外业务。

## 荣誉

### 外国勋章奖章
- 修交勋章光化章（英语：Order of Diplomatic Service Merit）（韩国，2017年2月16日批准[8]）
- 榮譽海軍（韓國，2017年1月9日授予）[9]

## 外部連結
- （英文）Department of Defense Biography 美國國務院官方網站介紹 （页面存档备份，存于）